# 座墊

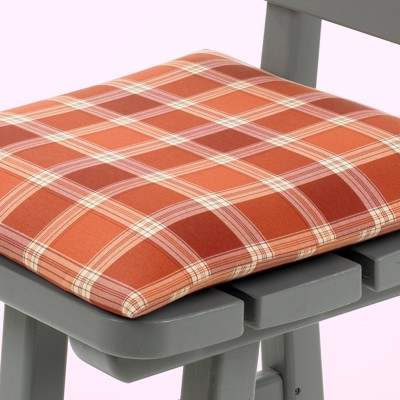
坐墊

坐垫，也作座垫，是由某种材料制成的實心袋子，裡面用羊毛、头发、羽毛、聚酯、不織布甚至是碎纸片来填充。人們可以坐在或跪在墊子上，也可以把墊子放置在椅子或沙发上。坐垫是一种非常古老的家具，在中世纪早期的宫殿中就有出現。那时的坐垫通常尺寸很大。
坐墊是座椅与人体间相隔的一层介质。因需求不同，主要表现在透气性能、保温性能、美观装饰性能、保护座椅性能等一些特点。材料可分类很广，可以是竹片、竹丝、冰丝、亚麻、棉、人造棉、混合材料、皮革、人造皮革等。